# Хемус (магистрала)
Вижте пояснителната страница за други значения на Хемус.
Автомагистрала „Хемус“, означена като А2, е автомагистрала в България. Почти цялото трасе на магистралата, с изключение на района около София, е в територията на Северна България.
Предвидена е да свързва столицата София с град Варна и да дублира републиканските пътища I-1 от София до Ботевград, I-3 от Ботевград до Ябланица, I-4 от Ябланица до Шумен и I-2 от Шумен до Варна. По магистралата преминават и ще преминават Европейските пътища Е79 от София до Ботевград, Е83 от Ботевград до Ябланица, Е772 от Ябланица до Шумен и Е70 от Шумен до Варна.
Общата планирана дължина на автомагистрала „Хемус“ е 418 km, което я прави най-дългата автомагистрала в България. Към 18 октомври 2022 г. са изградени 191 km.

## Име
Магистралата е кръстена на древното име на Стара планина – Хемус (на латински: Haemus), по протежението на която преминава.

## Изходи
| Изход | Име                     | km    | Дестинация                                   | Платна | Забележка               |
| ----- | ----------------------- | ----- | -------------------------------------------- | ------ | ----------------------- |
|       | Ботевградско шосе       | 0     | София, Нови Искър, Калотина, Кулата, Белград |        | В експлоатация          |
|       | Хемус                   | 1,4   | Долни Богров, Бургас                         |        | В експлоатация          |
|       | Яна                     | 8,4   | Яна, Горни Богров, Долни Богров              |        | В експлоатация          |
|       | Жерково                 | 21,7  | Жерково                                      |        | В експлоатация          |
|       | Витинска река           | 30,1  | Витиня                                       |        | В експлоатация          |
|       | Витиня (1195 m)         | 33    |                                              |        | В експлоатация          |
|       | Топли дол (883 m)       | 39,5  |                                              |        | В експлоатация          |
|       | Ечемишка (765 m)        | 42    |                                              |        | В експлоатация          |
|       | Ботевград               | 47,1  | Ботевград, Враца, Оряхово, Видин             |        | В експлоатация          |
|       | Правец                  | 52,7  | Правец, Етрополе, Чекотински манастир        |        | В експлоатация          |
|       | Правешки ханове (834 m) | 54,7  |                                              |        | В експлоатация          |
|       | Осиковица               | 60,4  | Осиковица                                    |        | В експлоатация          |
|       | Джурово                 | 67,8  | Джурово, Етрополе                            |        | В експлоатация          |
|       | Ябланица                | 74,6  | Ябланица, Тетевен                            |        | В експлоатация          |
|       | Прелог                  | 78,5  | Русе                                         |        | В експлоатация          |
|       | Боаза                   | 87,8  | Варна                                        |        | До завършване лот 1     |
|       | Боаза                   | 88,5  | Боаза, Рибарица, Тетевен                     |        | В строеж                |
|       | Дерманци                | 98,2  | Дерманци, Торос                              |        | В строеж                |
|       | Угърчин                 | 115,6 | Угърчин                                      |        | В строеж                |
|       | Каленик                 | 121,8 | Каленик                                      |        | В строеж                |
|       | Плевен                  | 138,6 | Плевен, Ловеч                                |        | В строеж                |
|       | Дренов                  | 153,1 | Дренов, Дойренци                             |        | В строеж                |
|       | Летница                 | 167,6 | Летница, Александрово                        |        | В строеж                |
|       | Крушуна                 | 171,5 | Крушуна, Летница                             |        | Планиран                |
|       | Бутово                  | 190   | Бутово, Павликени                            |        | Планиран                |
|       | Павликени               | 195,3 | Павликени, Свищов                            |        | Планиран                |
|       | Дъскот                  | 204,8 | Дъскот, Паскалевец                           |        | Планиран                |
|       |                         | 212   | Велико Търново, Русе                         |        | Планиран                |
|       | Куцина                  | 222,7 | Велико Търново, Русе                         |        | Планиран                |
|       | Ковачевско Кале         | 265,6 | Ковачевец, Попово                            |        | Планиран                |
|       | Попово                  | 270,3 | Попово, Русе                                 |        | Планиран                |
|       | Кардам                  | 276,2 | Попово Кардам                                |        | Планиран                |
|       | Дралфа                  | 293,2 | Дралфа, Попово, Чудомир                      |        | Планиран                |
|       | Лозница                 | 298,6 | Търговище, Лозница                           |        | Планиран                |
|       | Буховци                 | 310,9 | Мировец, Буховци, Търговище                  |        | В частична експлоатация |
|       | Белокопитово            | 326,8 | Търговище                                    |        | В експлоатация          |
|       | Белокопитово            | 327,5 | Шумен, Русе, Букурещ                         |        | В експлоатация          |
|       | Шумен – Изток           | 338,5 | Шумен, Бургас, Мадара                        |        | В експлоатация          |
|       | Каспичан                | 351,6 | Нови пазар, Каспичан, Плиска, Мадара         |        | В експлоатация          |
|       | Невша                   | 364,7 | Невша, Белоградец                            |        | В експлоатация          |
|       | Млада Гвардия           | 370,6 | Белоградец, Млада гвардия                    |        | В експлоатация          |
|       | Ветрино                 | 374,8 | Провадия, Ветрино                            |        | В експлоатация          |
|       | Неофит Рилски           | 381,5 | Провадия, Неофит Рилски                      |        | В експлоатация          |
|       | Суворово                | 390,9 | Девня, Суворово, Вълчи дол                   |        | В експлоатация          |
|       | Повеляново              | 396,8 | Повеляново                                   |        | В експлоатация          |
|       | Слънчево                | 401   | Слънчево, Тополи, Побити камъни              |        | В експлоатация          |
|       | Игнатиево               | 407   | Игнатиево                                    |        | Планиран                |
|       | Летище Варна            | 411   | Летище Варна, Аксаково, Албена, Добрич,      |        | В експлоатация          |
|       | Атанас Москов           | 413,7 | Бургас, Балчик                               |        | В експлоатация          |
|       | Владислав Варненчик     | 414,8 | Варна                                        |        | В експлоатация          |

## Строителство

### 4 октомври 1974 г.
Започва официално строежът на магистралата. Първа копка прави тогавашният водач на тоталитарния комунистически режим в страната Тодор Живков.

### 1979
Открит е участъкът Варна – Девня с дължина 23,6 km.

### 1983
Открит е участъкът Девня – Млада гвардия с дължина 20,4 km, започнат през 70-те години.

### 1986
Открит е участъкът Яна – Правец с дължина 44,4 km.

### 1999
На 5 декември 1999 г. официално е открита отсечката, заобикаляща Правец. Тя е с дължина 5,47 km и поради трудния терен включва 2 виадукта и тунел „Правешки ханове“ (871 m). Мостът на 56-и километър е първият мост в България, построен по технологията на конзолно бетониране, както и масивният мост с втория най-голям отвор (140 m) в страната. Строителството на участъка започва през 1984 г., но в края на 80-те години е спряно поради липса на финансиране. Завършен е през 1999 г. Лентите за движение на тунела и двата виадукта са с широчина от 3,50 m (вместо стандартните 3,75 m за автомагистрала). Също така лентата за принудително спиране липсва, поради което този участък не отговаря на изискванията за автомагистрала. Разрешената скорост на движение е 80 km/h в тунела и 90 km/h на виадуктите.

### 2005
На 30 декември 2005 г. е открита отсечката Шумен – Каспичан с дължина от 12,8 km. Според правителствената информационна служба, за изграждането на отсечката са вложени 77,6 милиона лева.

### 2010
През 2010 г. Министерство на финансите отпусна 16 млн. лв. за изграждането на нови 7 km от магистралата, между шуменския квартал „Макак“ до село Белокопитово, а участъкът от Околовръстен път на София до гара Яна (8,5 km) с индикативна стойност от 32 млн. евро се предвижда да започне да се строи през 2011 г.

### 2011
- Към 2011 г. българското правителство се опитва да вкара АМ Хемус в приоритетните транспортни проекти на ЕС по ОП „Транспорт“ за програмния период 2014 – 2020 г. Идеята е строителството на оставащите около 275 km да започне през втория програмен период на ЕС в началото на 2014 г. За целта с промяна в Закона за пътищата е създадена Национална компания „Стратегически инфраструктурни проекти“ (НКСИП), като бенефициент по приоритетни оси II и V на Оперативна програма „Транспорт“ 2007 – 2013 (ОПТ) с решение на Комитета за наблюдение на програмата от декември 2011 г.
- През март 2011 г. започва процедура по избор за строител на отсечката от гара Яна до околовръстния път на София (от km 0+000 до km 8+460) с дължина 8,46 km. Отварянето на офертите се проведе на 17 юни 2011 г. в сградата на АПИ.[6] Строителството на този участък започва на 26 септември 2011 г. с проектен срок за изграждане от 22 месеца и индикативна цена от 47 732 340 лева[7]
- През юли 2011 г. започва работа по отсечката от шуменския квартал Макак до Панайот Волово с дължина от 7,8 km. Стойността на строителните работи е приблизително 38 млн. лв., а срокът за изпълнение е 14 месеца.[8]

### 2013
- На 21 януари 2013 г. e обявена открита процедура за възлагане на обществена поръчка с предмет: „Подготовка на предпроектни проучвания за доизграждане на автомагистрала „Хемус“.[9] На 19 март 2013 г. са отворени 9 оферти на участниците в търга,[10] а на 26 април са отворени 8 ценови оферти на допуснатите до този етап участници в същата процедура. Най-ниската подадена оферта е на Обединение „Инфра-Мист-ДОПРАВОПРОЕКТ АД“ – 422 000 лева, а най-високата на Обединение „Евромагистрала „Хемус“ – 770 000 лева.[11] На 22 май 2013 г. НКСИП обявява за победител в търга, класираното на първо място Обединение „Инфра-Мист-ДОПРАВОПРОЕКТ АД“, което включва Инфрапроект консулт" ЕООД България, „Мист проект“ ООД България, „Доправопроект“ АД Словакия.[12] а на 2 юли 2013 г. НКСИП сключва договор с него.[13]
- На 25 юли 2013 г. е открита за движение отсечката Шумен – Панайот Волово с дължина 8 km.
- На 19 август 2013 г. е открита за движение отсечката София – п.в „Яна“ с дължина 8,46 km.
- На 29 август 2013 г. започва строителството на участъка Белокопитово-Панайот Волово от km 337+302 до km 342+200, осъществяващ връзка с път I-2 Русе–Варна и I-4 Коритна–Белокопитово, чрез пътна връзка с път I-7 за град Силистра. Проектът е по програмата „Ново строителство“ на Агенция „Пътна инфраструктура“ и се финансира изцяло със средства от републиканския бюджет. Общата дължина на отсечката е 4,898 km. Строително-монтажните работи ще бъдат изпълнени от „АМ Черно море“ АД. Стойността на договора е 65 769 410,48 лева с ДДС. Строителният надзор ще осъществи „Пътинвестинженеринг“ АД. В участъка ще бъде изграден най-големият пътен възел в България – п.в. „Белокопитово“, през който ще се осъществява връзката с път I-2 Русе–Варна и път I-4 Коритна–Белокопитово.[14]
- На 29 ноември НК „СИП“ обявява обществена поръчка за изготвянето на идейни проекти за етап 1 от проекта, който включва първите два участъка – участък 1 с дължина от около 24 km – от Ябланица до III-307/ III-305 и участък 2 с дължина от около 36 km от III-307/ III-305 до II-35.
- На 29 ноември НК „СИП“ обявява обществена поръчка за изготвяне на доклад за ОВОС и ДОСВ за доизграждане на АМ „Хемус“ (Ябланица-Белокопитово).

### 2014
- На 28 март НК „СИП“ обявява обществена поръчка за изготвянето на идейни проекти за етап 2 от проекта, който включва следните три участъка – участък 3 с дължина от около 28 km – от II-35 до III-301/Александрово, участък 4 с дължина от около 24 km от III-301/Александрово до III-303/Павликени и участък 5 с дължина от около 33 km от III-303/Павликени до I-5(E85).[15] През месец юни същата година за победител е обявено обединението „Ежис – ИКП“ ДЗЗД, като предложената цена от участника е 738 000 лв. без ДДС.[16] Договорът е подписан на 22 юли, а срокът за изпълнение е 420 дни.
- На 8 април НК „СИП“ обявява, че е сключен договор за изготвяне на доклад за ОВОС и ДОСВ за доизграждане на АМ „Хемус“ (Ябланица-Белокопитово) с „ДАНГО ПРОЕКТ КОНСУЛТ“ ЕООД на стойност 197 700 лева без ДДС. Срокът за изпълнение на договора е 420 дни.[17]
- На 16 април НК „СИП“ обявява, че е сключен договор за изготвяне на идейни проекти за етап 1 от проекта, който включва първите два участъка – участък 1 с дължина от около 24 km – от Ябланица до III-307/ III-305 и участък 2 с дължина от около 36 km от III-307/ III-305 до II-35 с ДЗЗД „Хемус 2020“ на стойност 600 000 лева без ДДС. Срокът за изпълнение на договора е 392 дни.[18]
- На 18 юни НК „СИП“ обявява обществена поръчка за изготвянето на идейни проекти за етап 3 от проекта за доизграждане на автомагистралата, като поръчката е разделена по обособени позиции: I обособена позиция – участък от I-5 до II-51; II обособена позиция – участък от II-51 до II-49 и III обособена позиция – участък от II-49 до изграждащия се към този момент участък при Белокопитово.[19] На 5 ноември са подписани договори с: „Пътпроект“ ЕООД за обособена позиция I за сумата от 448 000 лева без ДДС, както и с Обединение „ДОПРАВОПРОЙЕКТ – МИСТ“ за обособена позиция II за сумата от 255 000 лева без ДДС.[20] На 11 ноември е подписан и договор за III обособена позиция с ДЗЗД „АМ ХЕМУС ЕТАП III-2020“ на стойност 459 900 лева без ДДС. Срокът за изпълнение на всеки от договорите е по 294 дни.
- На 12 декември НК “СИП" обявява публична покана за извършване на предварителни археологически проучвания на автомагистрала „Хемус“ (етап 1).

### 2015
- На 9 януари „НКСИП“ обявява обществена поръчка за проектиране и строителство на два участъка – участък 1 с дължина от около 24 km – от Ябланица до III-307/ III-305 и участък 2 с дължина от около 36 km от III-307/ III-305 до II-35. Прогнозната стойност на поръчката е 434 млн. лева без включен ДДС.[21] Общо 16 кандидати подават оферти,[22] като на 7 декември са отворени ценовите оферти.[23] Седмица по-късно, са избрани и изпълнителите: за участък 1 – обединение „АМ Хемус лот 1“, включващо „Джи Пи груп“, испанските „Конструксионес Табоада и Рамос“, „МР сивил уъркс“ и проектантската „Трансконсулт-22“ с минимална цена 277,4 млн. лева без ДДС и максимална 297,97 млн. лв. без ДДС, а за участък 2 – обединение с водещ партньор „ПСТ груп“, включващо още „Хидрострой“, „Пътстрой Бургас“ и „Евро алианс тунели“ с минимална цена от 479,39 млн. лева без ДДС и максимална 499.96 млн. лв.[24]
- На 25 юли министърът на околната среда и водите одобрява решение за оценка за въздействие върху околната на среда относно доизграждането на автомагистралата в участъка Ябланица–Белокопитово по алтернатива В1А.[25]
- На 3 август е открит за движение участъкът Белокопитово-Панайот Волово от km 337+302 до km 342+200.[26]

### 2016
- На 15 февруари министър-председателят Бойко Борисов обяви, че обществената поръчка за довършване на магистралата, е прекратена.[27] Мотивът е липса на европейски средства.

### 2017
- През пролетта са избрани компаниите, които трябва да препроектират около 50 km трасе от пътен възел „Боаза“ до пътен възел „Плевен“. Срокът за проектирането е 770 дни, а дейностите са разделени в три позиции, спечелени съответно от Обединение „П.П.ВИА. АМ „Хемус“ – Етап 1“ за първа позиция с дължина 14,12 km и ДЗЗД „АМ „Хемус“ – 2016“ за втора и трета позиции с дължини 18,08 и 17,8 km.[28] По думи на министъра на регионалното развитие и благоустройството Николай Нанков препроектирането и промяната на параметрите на автомагистралното трасе ще доведат до спестяване на 350 милиона лева.[29]
- На 19 юли Агенция „Пътна инфраструктура“ подписва договор с Консорциум „ХВП Ябланица“ ДЗЗД, в който участват „Хидрострой“ АД, „Водстрой 98“ АД и „Пътстрой Бургас“ ЕООД, за проектиране и строителство на 9,3 km между Ябланица и пътен възел „Боаза“ на обща стойност 54 990 000 лв. без ДДС. Срокът за приключване на дейностите е 910 дни, от които 180 дни са за проектиране, а 730 дни са за изграждане на обекта.[30]
- На 29 септември Агенция „Пътна инфраструктура“ подписва договор с ДЗЗД „ХЕМУС – 16320“, съставено от „Инфра Експерт“ ЕООД, „Пътинженерингстрой-Т“ ЕАД, „Автомагистрали – Черно море“ АД и „Трансконсулт-22“ ООД, за проектиране и строителство на 16,3 km между пътен възел „Белокопитово“ и пътен възел „Буховци“ (край Търговище) на обща стойност 119 785 000 лв. без ДДС.[31] Срокът за приключване на дейностите е 910 дни.[32]

### 2018
- През март е дадено разрешение за строеж на отсечката от 9,3 km между Ябланица и пътен възел „Боаза“.[33]
- На 16 юли 2018 г. е открита обществена поръчка с предмет „Извършване на археологически проучвания по трасето на обект: Автомагистрала „Хемус“, участък от km 310+940 до km 327+260“
- През август започна строежа на отсечката от 16,3 km между пътен възел Белокопитово и пътен възел Буховци.
- На 17 септември 2018 г. е подписан договор за „Извършване на археологически проучвания по трасето на обект: Автомагистрала „Хемус“, участък от km 310+940 до km 327+260“ с „Национален археологически институт с музей при БАН“ на стойност 429 902 лв. без ДДС.
- На 13 декември 2018 г. с постановление № 308 на Министеркия съвет се одобрява допълнителни разходи по бюджета на МРРБ за 2018 г. в размер до 1 349 856 000 млрд. лв. от бюджетния излишък за строителството на 134,2 km от автомагистралата, от km 87+800 до km 222+000.[34] Средствата са предоставени на държавното дружество „Автомагистрали“ ЕАД без обществена поръчка.[35]

### 2019
- На 6 март 2019 г. е обявена обществена поръчка за строителен надзор от km 94+980 до km 96+600
- На 25 март 2019 г. е обявена обществена поръчка за консултантска услуга във връзка с изграждането на 6 участъка в две обособени позиции
  - Обособена позиция № 1: Участък 1 от km 87+800 до km 94+980 km и от km 96+600 до km 103+060, включително пътен възел „Дерманци“, Участък 2 от края на пътен възел „Дерманци“ до пътен възел „Каленик“, от km 103+060 до km 122+260” и Участък 3 от пътен възел „Каленик“ до пътен възел „Плевен“ от km 122+260 до km 126+780 и от km 127+100 до km 139+340“
  - Обособена позиция № 2: Участък 4 от пътен възел „Плевен“ до пътен възел „Летница“, от km 139+340 до km 166+144.09; Участък 5 от пътен възел „Летница“ до път III 303 включително пътен възел, от km 166+144,09 до km 189+344; Участък 6 от края на пътен възел на път III 303 до Път I 5 включително пътен възел, от km 189+344 до km 222+000”
- На 17 април 2019 г. е подписан договор с „Пътинвест-инженеринг“ АД за строителен надзор от km 94+980 до km 96+600 като стойността на договора е 58 685,62 лв. с ДДС и срока за упражняване на строителен надзор е до 36 месеца от Протокол 2а.
- На 17 април 2019 г. има издадено разрешително за строеж от МРРБ № РС-30/17.04.2019 г. от km 94+960 до km 96+600
- На 17 април 2019 г. има издадено разрешително за строеж от МРРБ № РС-31/17.04.2019 г. от km 126+780 до km 127+075
- На 18 април 2019 г. е обявена обществена поръчка за осъществяване на авторски надзор от km 87+800 до пресичане с път III-307, включително п.в. „Дерманци“, с приблизителна дължина 14,120 km.
- На 18 април 2019 г. е обявена обществена поръчка за осъществяване на авторски надзор от п.в. „Каленик“ (пресичане с път ІІІ-3005) до пресичането с път ІІ-35, включително п.в. „Плевен“, с приблизителна дължина 17,800 km“.
- На 3 май 2019 г. е подписан договор с фирмата изработила техническия проект от п.в. „Каленик“ до п.в. „Плевен“ – „ДЗЗД АМ ХЕМУС-2016“ с участници „Рутекс“ ООД, „Контролс“ ООД за авторски строителен надзор като стойността на договора е 107 400 лв. с ДДС.
- На 17 май 2019 г. АПИ стартира обществена поръчка за изработването на разширен идеен проект за над 46 km от АМ „Хемус“ от km 222+000 до km 268+209,46. Времето за изработване на разширените идейни проекти е 150 календарни дни.[36]
  - Обособена позиция № 1: „Изработване на разширен идеен проект за АМ Хемус с извършване на пълни инженерно-геоложки проучвания и ПУП – Парцеларен план от km 222+000 (след пресичането с път I-5 до km 244+200 (след п.в. „Горски Сеновец“, пресичане с път III-407). Индикативната стойност е 3 308 000 лв. без ДДС.
  - Обособена позиция № 2: „Изработване на разширен идеен проект за АМ Хемус с извършване на пълни инженерно-геоложки проучвания и ПУП – Парцеларен план от km 244+200 (след п.в. „Горски Сеновец“, пресичане с път III-407) до km 268+209,46 (след п.в. „Ковачевско Кале“, пресичане с път II-51)“. Индикативната стойност е 3 361 400 лв. без ДДС.
- На 11 юни 2019 г. е подписан договор с фирмата изработила техническия проект от km 87+800 до п.в. „Дерманци“ – „ДЗЗД П.П. ВИА АМ ХЕМУС-ЕТАП 1“ с участници „ПЪТПРОЕКТ“ ЕООД, „ВИА-ПЛАН“ ЕООД и „ПЪТПРОЕКТ 2000“ ООД за авторски строителен надзор като стойността на договора е 100 600.80 лв. с ДДС.
- На 13 август 2019 г. е обявено решението за класиране за строителен надзор за Участък 4,5 и 6. За изпълнител за обособена позиция № 2 е обявен „ДЗЗД ХЕМУС КОНТРОЛ“ с участници „ТРИ-ЕС“ ЕООД, „ПИ ЕС КОНСУЛТ“ ЕООД, „ТРАФИК ХОЛДИНГ“ ЕООД, „ЕН АР КОНСУЛТ“ ЕООД, „План инвест Пловдив“ ЕООД, „Контпас“ ЕООД, „Арнаудов консулт“ ЕООД, „Бул Инвест Контрол“ ЕООД, „Строй тех надзор“ ЕООД и „Трансконсулт-БГ“ ООД с комплексна оценка 100 точки.
- На 2 септември 2019 г. е обявена обществена поръчка за „Извършване на археологически проучвания по трасето на Автомагистрала „Хемус“, участъци 3,4, и 5“
- На 19 септември 2019 г. е сключен договор с „Национален археологически институт с музей при БАН“ като стойността на договора е 3 460 566.78 лв. с ДДС.
- На 11 октомври 2019 г. е открита отсечката от 9,3 km между п.в. „Ябланица“ и временно изградено кръгово преди п.в. „Боаза“.
- На 30 октомври 2019 г. има издадено разрешително за строеж от МРРБ № РС-105/30.10.2019 г. от km 310+940 до km 317+360, от km 318+820 до km 322+763 и от km 322+803 до km 327+260
- На 15 ноември 2019 г. е обявено решението за класиране за строителен надзор за Участък 1,2 и 3. За изпълнител за обособена позиция № 1 е обявен „ДЗЗД ХЕМУС КОНСУЛТ“ с участници „Рутекс“ ООД, „Пътинвест-Инженеринг“ АД, „Логистика-21“ ЕООД, „Пътконсулт 2000“ ЕООД и „Инжконсултпроект“ ООД с комплексна оценка 98,97 точки.
- На 15 ноември 2019 г. е подписан договор за строителен надзор за Участък 4,5 и 6 за обособена позиция № 2 с „ДЗЗД ХЕМУС КОНТРОЛ“. Стойността на договора е 13 882 715.59 лв. с ДДС. Срокът за упражняване на строителен надзор за Участък 4 е 38 месеца, за Участък 5 е 38 месеца и за Участък 6 е 44 месеца след подписването на протокол 2а (откриване на строителната площадка).
- На 11 декември 2019 г. с постановление № 366 на Министерския съвет се поема ангажимент за осигуряване на 1 380 000 000 лв. с ДДС по бюджета на МРРБ за изграждането на последните 88,94 km от АМ „Хемус“. Това е участъкът от km 222+000 до km 310+940. Средствата ще бъдат предназначени за изготвянето на технически проекти и изпълнение на строително-монтажните работи в отсечката в периода до 2022 г. Средствата ще бъдат предоставени на държавното дружество „Автомагистрали“ ЕАД без обществена поръчка.[37]
- На 18 декември 2019 г. АПИ сключва договор без обществена поръчка с „Автомагистрали“ ЕАД за строителство на АМ Хемус от km 222+000 до km 310+940 като стойността на договора не се посочва.

### 2020
- На 26 февруари 2020 г. АПИ прекратява обществената поръчка от 17 май 2019 г. за изработването на разширен идеен проект за над 46 km от АМ „Хемус“ от km 222+000 до km 268+209,46.В договора подписан на 18 декември 2019 г. с „Автомагистрали“ ЕАД са включени и проучвателно-проектантските работи за Участък 7 от km 222+000 до km 265+600, но те са заложени и в предмета на поръчката открита на 17 май 2019 г. С цел избягване на дублирано възлагане на гореспоменатите дейности е прекратена обществената поръчка.
- На 5 март 2020 г. има издадено разрешително за строеж от МРРБ № РС-12/5.03.2020 г. от km 87+800 до km 94+960 и от km 96+600 до km 100+280
- На 1 юни 2020 г. има издадено разрешително за строеж от МРРБ № РС-30/1.06.2020 г. от km 122+260 до km 126+780 и от km 127+075 до km 139+340.
- На 9 юни 2020 г. е обявена обществена поръчка за строителен надзор за оставащите 3 участъка от магистралата с дължина 88,94 km от km 222+000 до km 310+940 в три обособени позиции.[38]
  - Обособена позиция № 1: Участък 7 с дължина 43,6 km от km 222+000 (след пресичане на автомагистралата с път I-5 Русе – Велико Търново) до km 265+600 (пресичане с път II-51 Бяла – Търговище). Индикативната стойност за обособената позиция е 10 490 312 лв. без ДДС.
  - Обособена позиция № 2: Участък 8 с дължина 33,4 km от km 265+600 (пресичане с път II-51) до km 299+000 (връзка с път II-49 Търговище – Разград). Индикативната стойност за обособената позиция е 8 039 782 лв. без ДДС.
  - Обособена позиция № 2: Участък 9 с дължина 11,94 km от km 299+000 (пресичане с път II-49) до km 310+940 (пресичане на път I-4 с път III-5102).Индикативната стойност за обособената позиция е 2 884 058 лв. без ДДС.
- На 31 юли 2020 г. са отворени общо 8 оферти за строителен надзор за трите обособени позиции от km 222+000 до km 310+940.
- На 27 август 2020 г. има издадено разрешително за строеж от МРРБ № РС-69/27.08.2020 г. от km 103+060 до km 122+260
- На 28 август 2020 г. има издадено разрешително за строеж от МРРБ № РС-70/28.08.2020 г. от km 100+280 до km 103+060

### 2021
- На 19 февруари 2021 г. е обявена обществена поръчка за „Извършване на археологическо проучване на обекти от km 104+050 до km 104+350, от km 116+850 до km 116+900, от km 119+750 до km 119+925 и между km 180+120 и km 180+400“
- На 19 февруари 2021 г. е обявена обществена поръчка за „Извършване на пълни спасителни археологически проучвания на археологически обекти № 10 от km 121+550 до km 121+850 и № 11 от km 121+500 до km 122+020“
- На 01 април 2021 г. е сключен договор с „Национален археологически институт с музей при БАН“ за първата обществена поръчка като стойността на договора е 1 850 280 лв. с ДДС.
- На 01 април 2021 г. е сключен договор с „Национален археологически институт с музей при БАН“ за археологически обекти № 10 и № 11 като стойността на договора е 1 649 235.60 лв. с ДДС.Прогнозният срок за изпълнение на обект № 10 е 80 дни а за обект № 11 е 135 дни.
- На 14 май 2021 г. са отворени ценовите оферти за строителен надзор за трите обособени позиции от km 222+000 до km 310+940.
- На 19 май 2021 г. е обявено класирането за строителен надзор за трите обособени позиции от km 222+000 до km 310+940.За изпълнител за обособена позиция № 1 е обявен „ХЕМУС ИНВЕСТ ДЗЗД“ с комплексна оценка 98,97 точки, за обособена позиция № 2 е обявен ДЗЗД „КОНСУЛТАНТИ АМ ХЕМУС 2020“ с комплексна оценка 100 точки и за обособена позиция № 3 е обявен „СТРОЛ 1000“ АД с комплексна оценка 100 точки.

### 2022
- На 18 октомври 2022 г. лот 10 официално е открит за експлоатация.[39]

### 2023
- На 30 март 2023 г. със заповед № РД-02-15-36 официално е одобрен ПУП за лот 9.[40]

### 2025
- На 4 февруари 2025 г. от МРРБ е издадено разрешение за строеж № РС-6 за частта на АМ „Хемус“ от км 152+500 до км 167+572 между пътните възли „Дренов“ и „Лозница“.

## План за довършване на магистралата
Планът за довършване на автомагистралата от Брестница до Буховци е оставащото трасе да се възлага за строителство на 9 обособени отсечки (лотове), като цялото разстояние на автомагистралата от София до Варна ще бъде общо 418 km. През август 2013 г. НК „СИП“ сключва договор за актуализация на предпроектните проучвания с обединение Инфра – Мист – ДОПРАВОПРОЕКТ АД. Анализите са завършени през май 2014 г., като са разгледани няколко алтернативи за трасе на автомагистралата. Избраната алтернатива е B1A (син пунктир), подобрен вариант на В1, като целта е трасето да заобиколи защитените зони по Натура 2000. Планираната дължина на трасето е 252 km, а броят на пътните възли – 14. След избора на трасе, НК „СИП“ последователно възлага разработването на идейни проекти на 10-те обособени участъка (лотове). За изграждането на 134,14 km от АМ „Хемус“ в участъка от пътен възел „Боаза“ до пресичането с път I-5 Русе – Велико Търново в края на 2018 г. правителството осигурява от държавния бюджет 1,12 млрд. лв. без ДДС, които предоставя на държавната компания „Автомагистрали“ ЕАД. Трасето, което ще се изгражда от „Автомагистрали“ ЕАД, е разделено на 3 етапа и 10 лота. Крайният срок за построяването на етапи 1 и 2 е 2023 г.
- 1 етап – от пътен възел (п.в.) „Ябланица“ до п.в. „Плевен“ – 60.84 km, с цена 511 990 000 лева или 261 780 345 евро, при предварителна оценка от 185 000 000 евро.
  - Лот 0 – 9,3 km – от km 78+500 до km 87+800 – от п.в. „Ябланица“ до п.в. „Боаза“ с краен срок 03/2020 г. На 11 октомври 2019 г. Лотът е въведен в експлоатация.
  - Лот 1 – 15,26 km от km 87+800 до km 103+060 – от п.в. „Боаза“ до п.в. „Дерманци“ на път ІІІ-307, облужващ гр. Луковит. Стойност на лота 129 млн. лв.
  - Лот 2 – 19,2 km от km 103+060 до km 122+260 – от п.в. „Дерманци“ до п.в. „Каленик“ на път ІІІ-3005, обслужващ гр. Ловеч. Стойност на лота 165 млн. лв.
  - Лот 3 – 17,08 km от km 122+260 до km 139+340 – от п.в. „Каленик“ до п.в. „Плевен“ на път II-35, обслужващ гр. Плевен. Стойност на лота 163 млн. лв.
- 2 етап – от п.в. „Плевен“ до п.в. „Поликраище“ – 82,6 km, в него се обединяват лот 4, 5 и 6 с цена 699 000 000 лева или 357 398 507 евро при първоначална оценка от 260 000 000 евро.
  - Лот 4 – 26,8 km от km 139+340 до km 166+144.09 – от п.в. "Плевен до п.в. „Летница“ на път III-301, обслужващ гр. Левски и природните забележителности „Крушунските водопади“ и „Деветашката“ пещера. Стойност на лота 231 млн. лв.
  - Лот 5 – 23,2 km от km 166+144,09 до km 189+344 – от п.в. „Летница“ до п.в. „Павликени“ на път III-303, обслужващ гр. Павликени. Стойност на лота 197 млн. лв.
  - Лот 6 – 32,6 km от km 189+344 до km 222+000 – от. п.в. „Павликени“ до п.в. "Поликраище на път I-5, обслужващ гр. В.Търново и гр. Г. Оряховица. Стойност на лота 271 млн. лв.
- 3 етап – от п.в. „Поликраище“ до п.в. „Белокопитово“ – 105,32 km, тук са обединени лотове 7, 8, 9 и 10. Строителството на този етап по първоначални оценки трябваше да струва 335 000 000 евро след което сумата бе коригирана на 970 000 000 лева или 496 000 000 евро. Към края на 2019 г. се извършва строителна дейност само на лот 10. За останалите лотове се очакваше отпускане на държавно финансиране след 2024 г, но на 11 декември 2019 г. министерският съвет поема ангажимент за осигуряване на 1.38 млрд. лева за изграждането на последните 88,9 километра от автомагистрала „Хемус“. С парите ще се плати изготвянето на технически проекти и изпълнение на строително-монтажните работи в отсечката в периода до 2022 г.
  - Лот 7 – 43,6 km След пресичането на път I-5 Русе – Велико Търново до km 265 при пресичането с път II-51 Бяла – Търговище.
  - Лот 8 – 33,5 km След пресичането с път II-51 Бяла – Търговище и е до връзката с път II-49 Търговище – Разград.
  - Лот 9 – 11,9 km Участъкът е от пресичането с път II-49 до изграждащия се участък Белокопитово – Буховци, при пресичането на път I-4 с път III-5102).
  - Лот 10 – 16,32 km от km 310+940 до km 327+260 – от п.в. „Буховци“ до п.в. „Белокопитово“ на път I-2, обслужващ гр. Шумен. Стойността на лота е 119 785 000 лв. без ДДС.

## Инфраструктура

### Тунели

#### тунел Витиня
- Проектиран ???
- Съоръжението е построено през 1970-те години
- Дължина на тунела: две тръби по 1195 m
- Светла широчина на всяка тръба – ???
- Напречно сечение на тръба – 86 m2

#### тунел Топли дол
- Проектиран през 1978 г. от колектив с ръководител проф. инж. Иван Бешевлиев.
- Съоръжението е построено в периода 1979 – 1985 г.
- Дължина на тунела: 883 m тръба за Варна, 878 m тръба за София
- Светла широчина на всяка тръба – 12,5 m
- Напречно сечение на тръба – 81 m²

#### тунел Ечемишка
- Проектиран през 1979 г. от колектив с ръководител проф. инж. Иван Бешевлиев
- Съоръжението е построено в периода 1980 – 1985 г.
- Дължина на тунела: 765 m тръба за Варна, 820 m тръба за София
- Светла широчина на всяка тръба – 12,5 m
- Напречно сечение на тръба – 81 m2

#### тунел Правешки ханове
- Проектиран през 1986 г. от колектив с ръководител проф. инж. Иван Бешевлиев
- Съоръжението е построено в периода 1986 – 1990 г.
- Дължина на тунела: 834 m тръба за Варна, 830 m тръба за София
- Светла широчина на всяка тръба – 11,4 m
- Напречно сечение на тръба – 64 m2

### Виадукти
На магистрала Хемус има 26 малки и големи виадукта:
- 3 в участъка между Г. Богров и Витиня
- 13 между тунела Витиня и тунела Топли дол
- 3 между тунела Топли дол и тунела Ечемишка
- 4 между тунела Ечемишка и Правец
- 3 между Правец и Ябланица

#### Виадукт над Елешница
- Това е първият голям виадукт, разположен близо до София при km 14+900
- Дължина 646 m
- Платна – две по 13,5 m
- Височина 42 m
- Носеща конструкция – стоманобетонна
- Построен (завършен) – 80-те години на XX век

#### Виадуктът Коренишки дол
- Разположен между тунелите Витиня и Топли дол при km 36+300
- Дължина 480 m
- Платна – две по 13,5 m ширина
- Височина 36 m
- Носеща конструкция – стоманобетонна
- Построен (завършен) – 1985 г.

#### Виадуктът Бебреш
- Разположен след Витиня, малко преди тунела Топли дол при km 38+000
- Дължина 714 m
- Две успоредни конструкции, всяка по 13,50 m
- Височина 125 метра
- Носеща конструкция – стоманобетонна
- Построен (завършен) – 1985 г.
- Виадуктът е най-високият на Балканския полуостров

#### Виадуктът на 56 km
- Разположен при km 56+000
- Дължина 620 m
- Платна – две по 13,50 m ширина
- Височина 78 m
- Носеща конструкция – стоманобетонна (конзолно бетониране)
- Построен (завършен) – 1999 г.